# Gundi Dietz
Gundi Dietz (Viena, 1942) es una artista contemporánea de origen austríaco. Se destaca por sus esculturas en cerámica, pero también trabaja el mármol y el bronce. Sus obras se han presentado en numerosas exhibiciones individuales en museos y galerías de diferentes países, y están presentes en museos de Austria, Corea del Sur, Japón, Estados Unidos, República Checa, Suiza, Taiwán y China.

## Carrera artística
Dietz estudió en la Universidad de Artes Aplicadas de Viena de 1965 a 1970. Se formó en escultura cerámica con Heinz Leinfellner. Se desempeña como artista independiente, aunque también ha trabajado en la Porcelana de Augarten, prestigiosa y antigua fábrica de cerámica austríaca y en los talleres de mármol de Carrara de Miguel Ángel. Es miembro de la AIC - Académie Internacionale de Céramique. Actualmente vive y trabaja en Viena, Austria. En su país se la distinguió como Professor en 2001, premio que el gobierno otorga a artistas que han hecho especiales contribuciones al patrimonio cultural.

## Obra

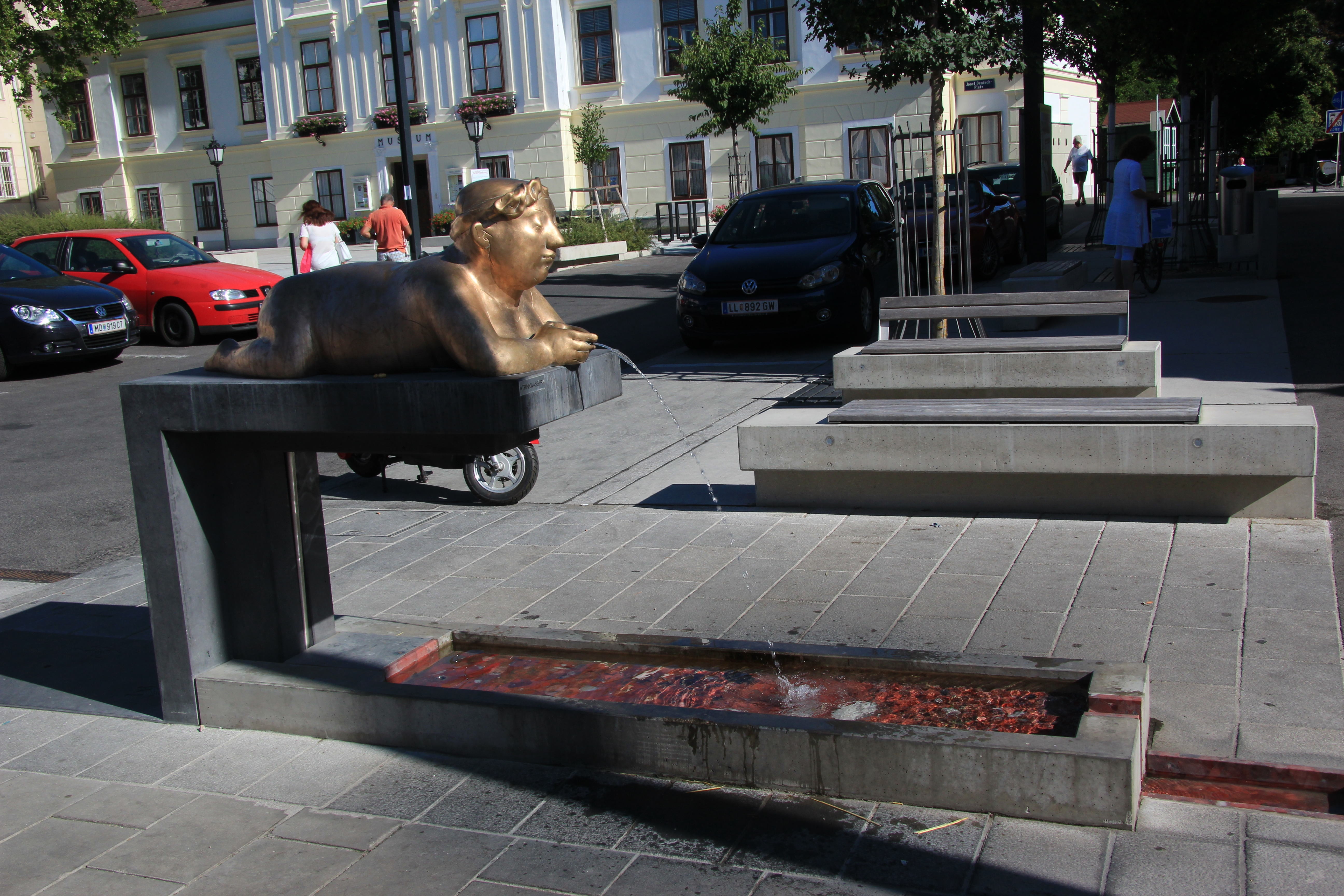
Fuente en el tribunal alemán en Mödling

La obra de Dietz mayormente se compone de esculturas de porcelana policromadas intervenidas con particulares grafismos. A menudo su trabajo se relaciona con temáticas primitivas y mitológicas. Se distingue por la representación de figuras femeninas de cuerpos curvos y apariencia ensimismada en su mundo interior. En ocasiones tienen los ojos bajos y no devuelven la mirada al espectador. Estas figuras aparecen frecuentemente desnudas o semi-desnudas, pero no se presentan en una actitud seductora, sino con una impronta natural y a menudo humorística, pero sin ironía.